# Regola del fuciliere

Figura 1: Illustrazione dello scenario della sparatoria.

La regola del fuciliere è una "regola pratica" (approssimata) che consente a un fuciliere di sparare con precisione a bersagli posti in salita o in discesa utilizzando un fucile precedentemente calibrato per bersagli orizzontali. Essa stabilisce che quando si regola un mirino o si esegue un "hold-over" per tenere conto della caduta del proiettile è sufficiente considerare solamente la distanza orizzontale del bersaglio. Si tenga presente che la distanza di un bersaglio elevato viene tipicamente considerata in termini di distanza obliqua, cioè la distanza in linea d'aria dal fucile ("slant range", in Figura 1), la quale incorpora sia la distanza orizzontale che l'elevazione (eventualmente negativa, se si spara in discesa), come quando si utilizza un telemetro per determinare la distanza dal bersaglio. Tuttavia, la distanza obliqua non è compatibile con le tabelle balistiche standard per la stima della caduta del proiettile.
La regola del fuciliere fornisce una stima della distanza orizzontale rispetto alla quale calibrare il mirino qualora si voglia ingaggiare un bersaglio posto a distanza obliqua e inclinazione note. Nello specifico, affinché un proiettile colpisca un bersaglio che si trova a una distanza obliqua {\displaystyle R_{S}} e in pendenza di un angolo {\displaystyle \alpha }, la mira del fucile deve essere regolata come se il tiratore stesse mirando a un bersaglio orizzontale posto a distanza {\displaystyle R_{H}=R_{S}\cos(\alpha )}. La Figura 1 illustra lo scenario della sparatoria. La regola vale per tiri inclinati e declinati (tutti gli angoli sono misurati rispetto all'orizzontale). Modelli computerizzati molto precisi e prove empiriche suggeriscono che la regola sembra funzionare con ragionevole accuratezza tanto nel vuoto quanto nell'aria e sia con proiettili che con frecce.

## Descrizione

### Definizioni
Sul fucile è montato un dispositivo chiamato mirino che permette il puntamento con precisione di un'arma da fuoco. Sebbene esistano numerose forme di mirino, tutte consentono al tiratore di impostare l'angolo di tiro {\displaystyle \delta \theta }, cioè l'angolo che la canna del fucile forma con la linea di mira (LOS, dall'inglese "line of sight") del bersaglio. La Figura 2 schematizza tale configurazione.

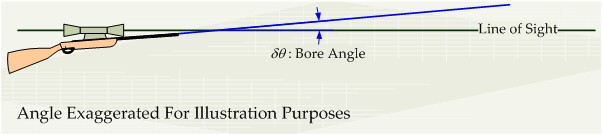
Figura 2: Schematizzazione della relazione angolare fra LOS e canna del fucile.

La relazione che intercorre fra LOS del bersaglio e angolo di tiro è determinata tramite un processo chiamato "azzeramento". Nello specifico, l'angolo di tiro è impostato per garantire che un proiettile su una traiettoria parabolica intersechi la LOS del bersaglio a una distanza specifica, e quindi colpisca il bersaglio in quella particolare posizione. Una canna del fucile e una mira regolate correttamente sono dette "azzerate". La Figura 3 illustra come la LOS, la traiettoria del proiettile e la gittata ({\displaystyle R_{H}}, per uno sparo in orizzontale) sono fra loro correlate.

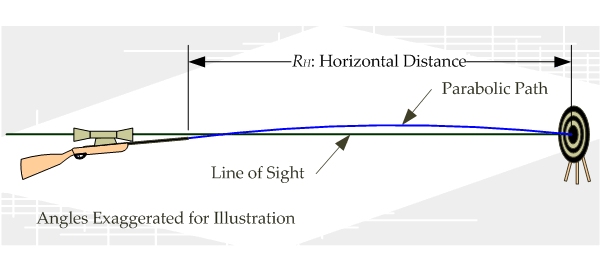
Figura 3: Principio di azzeramento di un fucile, affinché LOS e traiettoria del proiettile si intersechino ad una distanza specifica.

### Procedura
In generale, il tiratore avrà a disposizione una tabella delle altezze di impatto dei proiettili rispetto alla LOS in funzione della distanza orizzontale coperta dal proiettile durante il suo moto. Storicamente, questa tabella è stata definita "tabella di caduta". La tabella di caduta può essere generata empiricamente utilizzando i dati raccolti dal tiratore in un poligono di tiro; calcolata utilizzando un simulatore balistico; oppure è fornita dal produttore del fucile/cartuccia. I valori di caduta vengono misurati o calcolati presupponendo che il fucile sia stato azzerato a una distanza specifica (cioè presupponendo un angolo di tiro specifico già settato). Il proiettile avrà quindi un valore di caduta pari a zero alla distanza di azzeramento. La Tabella 1 fornisce un esempio tipico di tabella di caduta per un fucile azzerato a 100 metri.
| Distanza orizzontale (m)    | 0     | 100 | 200  | 300   | 400   | 500   |
| Altezza del proiettile (cm) | −1,50 | 0,0 | −2,9 | −11,0 | −25,2 | −46,4 |

Se il tiratore sta ingaggiando un bersaglio su un pendio e ha un fucile correttamente azzerato, egli segue la seguente procedura:
1. Determina la distanza obliqua rispetto al bersaglio {\displaystyle R_{S}} (la misurazione può essere eseguita utilizzando varie forme di telemetri; e.g. un telemetro laser).
2. Determina l'angolo di elevazione {\displaystyle \alpha } del bersaglio (la misurazione può essere effettuata utilizzando vari dispositivi, come un'unità di mira collegata).
3. Applica la "regola del fuciliere" per determinare la gittata orizzontale equivalente ({\displaystyle R_{H}=R_{S}\cos(\alpha )}).
4. Utilizza la tabella di caduta del proiettile per determinare la caduta del proiettile su quella distanza orizzontale equivalente (probabilmente sarà necessaria un'interpolazione).
5. Calcola la correzione all'angolo di tiro da applicare al mirino. Essa viene calcolata utilizzando la formula {\displaystyle {\text{correzione angolare}}=-{\frac {\text{altezza proiettile}}{R_{H}}}} (in radianti).
6. Regola l'angolo di tiro di conseguenza.

### Esempio
Supponiamo che venga utilizzato un fucile che spara secondo la tabella di caduta mostrata in precedenza (Tabella 1). Ciò significa che è possibile impostare la mira per qualsiasi distanza tra 0 a 500 metri. La procedura di regolazione della mira può essere seguita passo dopo passo.
1. Determinare la distanza obliqua del bersaglio.
Supponiamo che sia disponibile un telemetro che determini che il bersaglio si trova esattamente a 300 metri di distanza in linea d'aria.
2. Determinare l'angolo di elevazione del bersaglio.
Supponiamo che venga utilizzato uno strumento di misurazione dell'angolo che rilevi il bersaglio ad un angolo di 20° rispetto all'orizzontale.
3. Applicare la regola del fuciliere per determinare la gittata orizzontale equivalente.
{\displaystyle R_{H}=300\,\mathrm {m} \cdot \cos(20^{\circ })=282\,\mathrm {m} }
4. Utilizzare la tabella di caduta del proiettile per determinare la caduta del proiettile su quella distanza orizzontale equivalente.
L'interpolazione lineare può essere utilizzata per stimare l'altezza del proiettile come segue:
{\displaystyle {\text{altezza proiettile}}={\frac {y_{1}(R_{H}-x_{2})-y_{2}(R_{H}-x_{1})}{x_{1}-x_{2}}}={\frac {-11,0\cdot (282-200)-2,9\cdot (300-282)}{300-200}}=-9,5\,\mathrm {cm} }
5. Calcolare la correzione dell'angolo di tiro da applicare al mirino.
{\displaystyle {\text{correzione angolare}}=-{\frac {-9,5\,\mathrm {cm} }{282\,\mathrm {m} }}=0,00034\,\mathrm {rad} =0,34\,\mathrm {mrad} =0,019^{\circ }=1,2'}
6. Aggiustare l'angolo di tiro precedentemente settato applicando la correzione appena calcolata.
Il mirino dell'arma viene regolato verso l'alto di 0,34 mrad (milliradianti) o 1,2′ (minuti d'angolo) per compensare la caduta del proiettile. I mirini sono solitamente regolabili in unità di 0,5 o 0,25 minuti di angolo oppure 0,1 mrad.

## Analisi
Questa sezione fornisce una spiegazione dettagliata della regola del fuciliere.

### Azzeramento del fucile
Sia {\displaystyle \delta \theta } l'angolo di tiro necessario per compensare la caduta del proiettile causata dalla gravità. La prassi standard prevede che il tiratore azzeri il fucile a una distanza orizzontale convenzionale, ad esempio 100 o 200 metri. Una volta azzerato il fucile, si procede ad eventuali regolazioni di {\displaystyle \delta \theta } per valori di distanza diversi rispetto a questa impostazione zero. In particolare, si può calcolare {\displaystyle \delta \theta } utilizzando la dinamica newtoniana classica come segue.
Siano {\displaystyle v} il modulo della velocità del proiettile all'uscita dalla canna, {\displaystyle x} la distanza percorsa in orizzontale, {\displaystyle y} la quota verticale, {\displaystyle g} l'accelerazione gravitazionale della Terra e {\displaystyle t} il tempo trascorso dal momento dello sparo. Come noto, il volo di un proiettile nel vuoto (per semplicità computazionale, rispetto alla risoluzione di equazioni che descrivono le traiettorie in atmosfera) può essere descritto dalla seguente coppia di equazioni:
{\displaystyle x(t)=v\cos(\delta \theta )\,t}
{\displaystyle y(t)=v\sin(\delta \theta )\,t-{\frac {1}{2}}gt^{2}}
ovvero moto rettilineo uniforme in orizzontale e moto rettilineo uniformemente accelerato in verticale. Esplicitando il tempo dalla prima equazione
{\displaystyle t={\frac {x}{v\cos(\delta \theta )}}}
e sostituendolo nella seconda, si giunge all'equazione della traiettoria parabolica descritta dal proiettile:
{\displaystyle y=\tan(\delta \theta )\,x-{\frac {g}{2v^{2}\cos ^{2}(\delta \theta )}}x^{2}}
In particolare, quando {\displaystyle y=0} tale equazione può essere risolta rispetto ad {\displaystyle x} ottenendo la seguente espressione per la gittata:
{\displaystyle x={\frac {2v^{2}\sin(\delta \theta )\cos(\delta \theta )}{g}}={\frac {v^{2}\sin(2\delta \theta )}{g}}}
A questo punto, ricordiamo che nella scrittura delle leggi orarie avevamo implicitamente assunto che la LOS si trovasse ad un'altezza {\displaystyle y=0}. Perciò, quando il proiettile colpisce il bersaglio, cioè attraversa nuovamente la LOS, avremo nuovamente {\displaystyle y=0}. In tal caso la gittata sarà esattamente uguale alla distanza orizzontale {\displaystyle R_{H}}:
{\displaystyle R_{H}={\frac {v^{2}\sin(2\delta \theta )}{g}}\qquad }(1)
da cui
{\displaystyle \delta \theta ={\frac {1}{2}}\arcsin \left({\frac {R_{H}g}{v^{2}}}\right)}
La distanza di azzeramento, {\displaystyle R_{H}}, gioca un ruolo assai importante perché le correzioni successive, dovute ad eventuali differenze di elevazione, saranno espresse in termini di modifiche di tale intervallo zero orizzontale.
Per la maggior parte dei fucili {\displaystyle \delta \theta } è piuttosto piccolo. Ad esempio, un proiettile standard NATO da 7,62 millimetri (0,308 in) viene sparato con una velocità iniziale di 853 m/s (2800 ft/s). Per un fucile azzerato a 100 metri, ciò significa che δθ = 0,039°.
Osservazione. È importare sottolineare che, mentre questa definizione di {\displaystyle \delta \theta } è utile nelle discussioni teoriche, nella pratica occorrerebbe anche tenere conto del fatto che il mirino del fucile è in realtà montato sopra la canna di diversi centimetri. Questo fatto è importante nella pratica, ma non è necessario per comprendere la regola del fuciliere.
Osservazione. In realtà vi sono due angoli di tiro che soddisfano l'Equazione 1: l'angolo più grande
{\displaystyle \delta \theta ={\frac {\pi }{2}}-{\frac {1}{2}}\arcsin \left({\frac {R_{H}g}{v^{2}}}\right)}
si riscontra comunemente nell'uso dei mortai. I mortai sono spesso usati per attaccare bersagli inaccessibili al fuoco diretto delle armi, come dall'altro lato di una collina. Inoltre, i mortai sono armi relativamente grandi, pesanti, a bassa pressione e bassa velocità, e la traiettoria del vuoto è spesso una buona approssimazione del volo effettivo di proiettili pesanti e a bassa velocità.

### Analisi della traiettoria inclinata
La situazione di tiro su un piano inclinato è illustrata nella Figura 4.

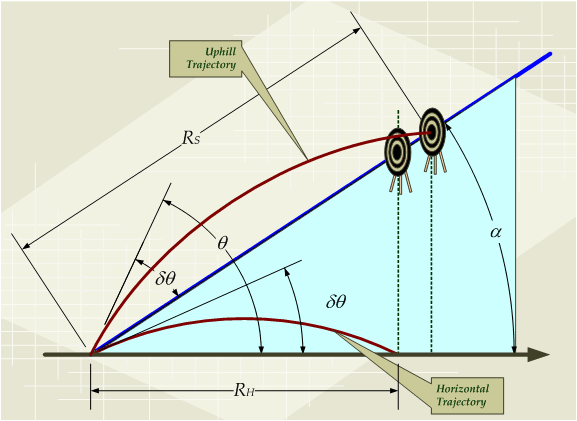
Figura 4: Illustrazione di uno sparo su un piano inclinato.

La Figura 4 illustra sia la situazione di tiro orizzontale che quella di tiro inclinato, supponendo di aver impostato il medesimo angolo di tiro. Quando si spara su un pendio con un fucile che è stato azzerato a {\displaystyle R_{H}}, il proiettile impatterà lungo la pendenza come se fosse stato azzerato a una distanza {\displaystyle R_{S}} maggiore di {\displaystyle R_{H}}. Si noti che se il tiratore non effettua una regolazione della gittata, il suo fucile sembrerà colpire al di sopra del punto di mira previsto. Infatti, i fucilieri spesso riferiscono che il loro fucile "spara alto" quando ingaggiano un bersaglio in pendenza e non hanno applicato la regola del fuciliere.
L'Equazione 2 è la forma esatta dell'equazione del fuciliere.
{\displaystyle R_{H}=R_{S}{\frac {\cos(\alpha )}{1-\tan(\delta \theta )\tan(\alpha )}}\qquad }(2)
Essa è valida per ogni {\displaystyle \delta \theta }, {\displaystyle \alpha } e {\displaystyle R_{H}}. Per piccoli {\displaystyle \delta \theta } e {\displaystyle \alpha }, ossia assumendo che i proiettili viaggino in linea quasi retta e non con grande curvatura, possiamo dire che {\displaystyle 1-\tan(\delta \theta )\tan(\alpha )\approx 1}. Ciò significa che possiamo approssimare la distanza di azzeramento {\displaystyle R_{H}} come
{\displaystyle R_{H}\approx R_{S}\cos(\alpha )\qquad }(3)
Dal momento che {\displaystyle \cos(\alpha )\leq 1}, possiamo vedere che un proiettile sparato su un pendio con un fucile che è stato azzerato a {\displaystyle R_{H}} avrà un impatto sulla pendenza a distanza {\displaystyle R_{S}=R_{H}/\cos(\alpha )>R_{H}}. Se il fuciliere desidera regolare il suo fucile per colpire un bersaglio a distanza {\displaystyle R_{H}} invece di {\displaystyle R_{S}} lungo un pendio, ha bisogno di regolare l'angolo di tiro del suo fucile in modo che il proiettile colpisca il bersaglio a {\displaystyle R_{H}}. Ciò richiede la regolazione del fucile su un'impostazione di distanza orizzontale zero di {\displaystyle R_{\text{zero}}=R_{H}\cos(\alpha )}. L'equazione 3 dimostra la correttezza di questa affermazione.
{\displaystyle R_{S}=R_{\text{zero}}\sec(\alpha )=R_{H}\cos(\alpha )\sec(\alpha )=R_{H}}
Ciò completa la discussione della regola del fuciliere che si riscontra nella pratica di routine. Esistono comunque lievi variazioni nella regola, qui non descritti.

### Derivazione
L'equazione 2 può essere ricavata a partire dalla legge oraria così come fatto per il caso orizzontale, ovvero andando a scomporre il moto del proiettile nella direzione orizzontale e in quella verticale. Ora però l'angolo di tiro {\displaystyle \delta \theta } è soggetto a sua volta all'inclinazione {\displaystyle \alpha } del pendio. Pertanto, le equazioni del moto risulteranno modificate come segue:
{\displaystyle x(t)=v\cos(\delta \theta +\alpha )\,t}
{\displaystyle y(t)=v\sin(\delta \theta +\alpha )\,t-{\frac {1}{2}}gt^{2}}
da cui l'equazione della traiettoria:
{\displaystyle y=\tan(\delta \theta +\alpha )\,x-{\frac {g}{2v^{2}\cos ^{2}(\delta \theta +\alpha )}}x^{2}}
A questo punto, ricordiamo che il bersaglio è situato nel punto di coordinate {\displaystyle x=R_{S}\cos(\alpha )} e {\displaystyle y=R_{S}\sin(\alpha )}. Quindi, sostituendo questi valori nella precedente relazione otteniamo
{\displaystyle R_{S}\sin(\alpha )=\tan(\delta \theta +\alpha )\,R_{S}\cos(\alpha )-{\frac {g}{2v^{2}\cos ^{2}(\delta \theta +\alpha )}}R_{S}^{2}\cos ^{2}(\alpha )}
Risolviamo per {\displaystyle R_{S}}:
{\displaystyle R_{S}={\frac {2v^{2}}{g\cos ^{2}(\alpha )}}\cos ^{2}(\delta \theta +\alpha )\,(\cos(\alpha )\tan(\delta \theta +\alpha )-\sin(\alpha ))}
Applichiamo la definizione di tangente {\displaystyle \tan(\delta \theta +\alpha )=\sin(\delta \theta +\alpha )/\cos(\delta \theta +\alpha )}, facciamo denominatore comune e semplifichiamo:
{\displaystyle R_{S}={\frac {2v^{2}}{g\cos ^{2}(\alpha )}}\cos(\delta \theta +\alpha )\,(\cos(\alpha )\sin(\delta \theta +\alpha )-\sin(\alpha )\cos(\delta \theta +\alpha ))}
Sfruttiamo quindi la formula di sottrazione del seno {\displaystyle \sin(x-y)=\sin x\cos y-\cos x\sin y} (vedi Identità trigonometriche) per accorpare l'ultimo fattore:
{\displaystyle R_{S}={\frac {2v^{2}}{g\cos ^{2}(\alpha )}}\cos(\delta \theta +\alpha )\sin(\delta \theta )}
Applichiamo poi la formula di addizione del coseno {\displaystyle \cos(x+y)=\cos x\cos y-\sin x\sin y} per espandere {\displaystyle \cos(\delta \theta +\alpha )}:
{\displaystyle R_{S}={\frac {2v^{2}\sin(\delta \theta )}{g\cos ^{2}(\alpha )}}(\cos(\delta \theta )\cos(\alpha )-\sin(\delta \theta )\sin(\alpha ))}
Raccogliamo {\displaystyle \cos(\delta \theta )\cos(\alpha )} e semplifichiamo:
{\displaystyle R_{S}={\frac {2v^{2}\sin \delta \theta \cos \delta \theta }{g\cos \alpha }}\left(1-{\frac {\sin \delta \theta \sin \alpha }{\cos \delta \theta \cos \alpha }}\right)}
Poiché {\displaystyle \sin x/\cos x=\tan x} e {\displaystyle 1/\cos x=\sec x}, otteniamo
{\displaystyle R_{S}={\frac {2v^{2}\sin(\delta \theta )\cos(\delta \theta )}{g}}{\bigl (}1-\tan(\delta \theta )\tan \alpha {\bigr )}\sec(\alpha )}
Infine, utilizziamo la regola di duplicazione del seno {\displaystyle \sin(2x)=2\sin x\cos x}:
{\displaystyle R_{S}={\frac {2v^{2}\sin(2\delta \theta )}{g}}{\bigl (}1-\tan(\delta \theta )\tan(\alpha ){\bigr )}\sec(\alpha )}
A questo punto, sfruttiamo l'Equazione 1 per esprimere la distanza obliqua in termini della distanza orizzontale.
{\displaystyle R_{S}=R_{H}{\bigl (}1-\tan(\delta \theta )\tan(\alpha ){\bigr )}\sec(\alpha )}
Questa è la distanza che un proiettile coprirà sul pendio se è stato azzerato rispetto alla distanza orizzontale {\displaystyle R_{H}}. Ciò completa la derivazione della forma esatta della regola del fuciliere.